# 陈祖安
陈祖安，宋朝政治人物。
陈祖安曾于1149年接替赵伯虎任华亭县知县一职，1152年由吴惇仁接任。